# Scotophaeus hierro
Espèce
Scotophaeus hierro est une espèce d'araignées aranéomorphes de la famille des Gnaphosidae.

## Distribution
Cette espèce est endémique d'El Hierro aux îles Canaries,.

## Publication originale
- Schmidt, 1977 : Zur Spinnenfauna von Hierro. Zoologische Beiträge (N. F.), vol. 23, p. 51-71.